# Aust
Aust je lahko:
- Adolf von Aust, avstro-ogrski general
- Aust-Agder, norveška administrativna regija